# Sound Loaded
Sound Loaded é o sexto álbum de estúdio e o segundo em inglês do cantor porto-riquenho Ricky Martin, lançado a 6 de Novembro de 2000, pela Columbia Records. 
Após o enorme sucesso de seu primeiro álbum em inglês, Ricky Martin (1999), Martin voltou ao estúdio para gravar seu álbum seguinte em inglês. Ele trabalhou com os produtores Walter Afanasieff, Emilio Estefan, Draco Rosa e Desmond Child para criá-lo. Musicalmente, consiste em faixas de danceterias, canções pop, baladas adulto-contemporâneas e números latinos de ritmo médio. Após o lançamento, Martin embarcou em uma turnê promocional na América do Norte.
O álbum foi apoiado por três singles. O primeiro deles foi o da canção "She Bangs" que liderou as paradas em sete países e alcançou o top cinco na Austrália, Canadá, Reino Unido e vários outros países. O segundo single "Nobody Wants to Be Lonely" foi regravado junto com a cantora americana Christina Aguilera e apareceu no Top 5 de paradas de sucesso ao redor do mundo. "Loaded" foi lançado como o último single e teve sucesso comercial moderado. 
Sound Loaded recebeu, em maioria, resenhas favoráveis dos críticos musicais, que elogiaram suas faixas dançantes. 
Comercialmente, tornou-se mais um êxito na carreira do cantor. Estreou em quarto lugar na Billboard 200 dos Estados Unidos, com vendas de 318.000 cópias na primeira semana. Também alcançou os cinco primeiros lugares na Austrália, Canadá, Espanha, Suécia e Suíça. Recebeu várias certificações, incluindo platina tripla no Canadá e platina dupla nos Estados Unidos, e vendeu mais de 5,4 milhões de cópias em todo o mundo.

## Antecedentes e gravação
Em 1999, Ricky Martin lançou seu quinto álbum de estúdio e primeiro em inglês que se tornou seu maior sucesso comercial, estreando como número um na parada Billboard 200 dos EUA e vendendo mais de 15 milhões de cópias em todo o mundo. Para promovê-lo, ele embarcou na turnê mundial Livin' la Vida Loca. Enquanto a turnê não havia sido concluída, a Columbia Records pediu a Martin que voltasse ao estúdio para gravar seu sexto álbum de estúdio. Mais tarde, ele escreveu sobre o pedido em "Eu", sua autobiografia oficial: "Agora, quando penso nisso, percebo que deveria ter dito não. Definitivamente não! Era muito cedo e eu não estava pronto para mergulhar totalmente na intensa criatividade trabalho necessário para gravar um novo álbum." Ele refletiu sobre isso como "uma das piores decisões" de sua vida e "um erro muito grave".  Em outubro de 2000, a revista Rolling Stone revelou o título do álbum como Sound Loaded, mencionando que seria em inglês com lançamento previsto para 14 de novembro de 2000. Durante uma entrevista à CNN, Martin explicou a ideia por trás do título do álbum:
Quando dei um nome ao meu álbum - quando comecei a falar com as pessoas sobre o Sound Loaded - elas disseram: "É sobre computadores?" Trata-se de ouvir todos esses sons diferentes e ter a oportunidade de trocar ideias com, sabe, pessoas de diferentes partes do mundo, e apenas fazer com que todos esses sons diferentes façam parte do meu som. É tudo uma questão de educar. É tudo uma questão de deixar as pessoas saberem que não importa de que parte do mundo você é. É sobre se sentir bem consigo mesmo. Trata-se de confiar em suas emoções e instintos - coisas sobre as quais falo em meu álbum.
O cantor trabalhou com vários produtores e compositores, incluindo Walter Afanasieff, Emilio Estefan, Draco Rosa e Desmond Child, e gravou em Miami. Durante uma entrevista para a revista Billboard, Martin explicou: "Pode soar clichê, mas era meu time dos sonhos. Era uma situação sem egos. Era tudo uma questão de criatividade. Todos estavam abertos a trabalhar em direção ao mesmo objetivo, que era fazer o melhor registro possível."

## Letras e música
Sound Loaded é um álbum majoritariamente em inglês, composto por 15 canções, consistindo em faixas de dance music, canções pop, baladas contemporâneas para adultos e números latinos de ritmo médio. "She Bangs" é uma música dançante com influências da música latina e da salsa.  A instrumentação da música apresenta percussão "poderosa", toques de trompete e batidas tropicais. Liricamente, conta a "história de uma mulher selvagem que pode ser difícil de deixar ir e ainda mais difícil de segurar", que é "uma metáfora para o universo". O álbum também contém uma versão em espanhol de "She Bangs", que foi gravada com o mesmo título. "Saint Tropez" tem influênciasbrasileiras com uma vibe "deliciosa" dos anos 1980, usando um solo de trompete "apaixonado". "Come to Me" é uma canção pop de amor e balada, com elementos do flamenco Também tem uma versão em espanhol intitulada "Ven A Mí". Em "Loaded", Martin combina pop dos anos 1960 e música latina com "entonações vocais de hard rock". O álbum também contém uma versão em espanhol da canção, intitulada "Dame Más".
"Nobody Wants to Be Lonely" é uma música pop de ritmo médio e uma balada poderosa, apresentando elementos de flamenco e música latina. A faixa é uma canção de amor sobre "desgosto" e "saudade", bem como "amar, perder e esperar". "Amor" é uma salsa espanglês com sabor latino e uma música de clube de dança, com influências cubanas, que usa "uma pausa de percussão, um solo de guitarra pop-rock truncado, e um piano preguiçoso e oscilante". Uma faixa de salsa usando um piano "excelente", "Jezabel", fala sobre as "ambições românticas implacáveis" de uma mulher. "The Touch" é uma balada poderosa, enquanto a "One Night Man" com toque cigano apresenta elementos de salsa e música árabe. Na enérgica "Are You In It for Love", o cantor suspeita que seu amante está "nisso por diversão, jatinhos particulares e Armani / E quando a viagem acabar, você vai se dar ao trabalho de me ligar?". "If You Ever Saw Her" é uma fusão de pop-soul, glam rock e música urbana contemporânea. A última faixa do álbum, "Cambia la Piel" é uma canção espanhola, "marcada por trompas balidas, linhas irregulares de guitarra elétrica e contra-ritmos staccato".

## Singles
A Columbia Records lançou "She Bangs" para as estações de rádio em vários países em 15 de agosto de 2000 como o single principal do álbum. Posteriormente, a música foi lançada no mercado de singles em outubro. A faixa teve sucesso comercial, alcançando o primeiro lugar na Argentina, Chile, Hong Kong, Itália, África do Sul, Suécia e Uruguai, bem como os cinco primeiros na Austrália, Canadá, Reino Unido e vários outros países. Foi nomeado para Melhor Performance Vocal Pop Masculina no 43º Grammy Awards. A versão em espanhol de "She Bangs" alcançou o topo da parada Billboard Hot Latin Tracks. "Nobody Wants to Be Lonely" foi regravada junto com a cantora americana Christina Aguilera em dezembro de 2000. O dueto foi lançado nas rádios dos Estados Unidos, em 9 de janeiro de 2001, como o segundo single do álbum. O single alcançou o primeiro lugar na Hungria, Nova Zelândia, Romênia, Polônia e Croácia, bem como os cinco primeiros na Itália, Alemanha, Espanha e Reino Unido, entre outros. Foi nomeado para Melhor Colaboração Pop com Vocais no 44º Grammy Awards. Uma versão solo em espanhol da música, intitulada "Sólo Quiero Amarte", foi gravada por Martin e liderou a parada Hot Latin Tracks.
Tanto "She Bangs" quanto "Nobody Wants to Be Lonely" alcançaram o top 15 na parada americana Billboard Hot 100 e foram certificados como prata no Reino Unido. O single final do álbum, "Loaded", foi lançado em 17 de abril de 2001; entrou no Top 20 da Bélgica, Romênia, Espanha, Suécia, e Reino Unido. Nos Estados Unidos, alcançou a posição 97 na Billboard Hot 100. "Cambia la Piel" foi lançado como o único single promocional, em 15 de outubro de 2001. Os videoclipes foram filmados para as versões em inglês e espanhol de "She Bangs", "Nobody Wants to Be Lonely", "Sólo Quiero Amarte", "Loaded" e "Dame Más". O vídeo em espanhol de "She Bangs" ganhou o Prêmio Grammy Latino de Melhor Vídeo Musical no 2º Grammy Latino Anual, Vídeo do Ano no 13º Premio Lo Nuestro e o Melhor Clipe do Ano - Latino na Billboard Prêmios de videoclipes. O vídeo "Nobody Wants to Be Lonely" ganhou o prêmio de Melhor Vídeo Musical no ALMA Awards de 2002.

## Marketing

### Lançamento
Sound Loaded foi lançado pela Columbia Records em 14 de novembro de 2000. A edição americana contém uma edição de rádio em espanglês para "She Bangs", intitulada "She Bangs (Obadam's Spanglish Radio Edit)", além da lista de faixas padrão. A edição latino-americana inclui "Sólo Quiero Amarte", enquanto "Are You In It For Love" não foi incluída. Como Martin regravou "Nobody Wants to Be Lonely" com Aguilera após o lançamento original do álbum, o dueto foi adicionado à lista de faixas do álbum posteriormente. A colaboração não foi lançada em um grande formato único disponível comercialmente nos Estados Unidos, e os consumidores só podiam comprar a música comprando o álbum. Quem já comprou o álbum pode baixá-lo gratuitamente no site de Martin ou enviar um adesivo de sua cópia do álbum pelo correio, recebendo um CD grátis com a nova versão. Em todas as regiões, a reedição usou a mesma lista de faixas do original e o dueto foi adicionado como segundo disco.

### Performances ao vivo

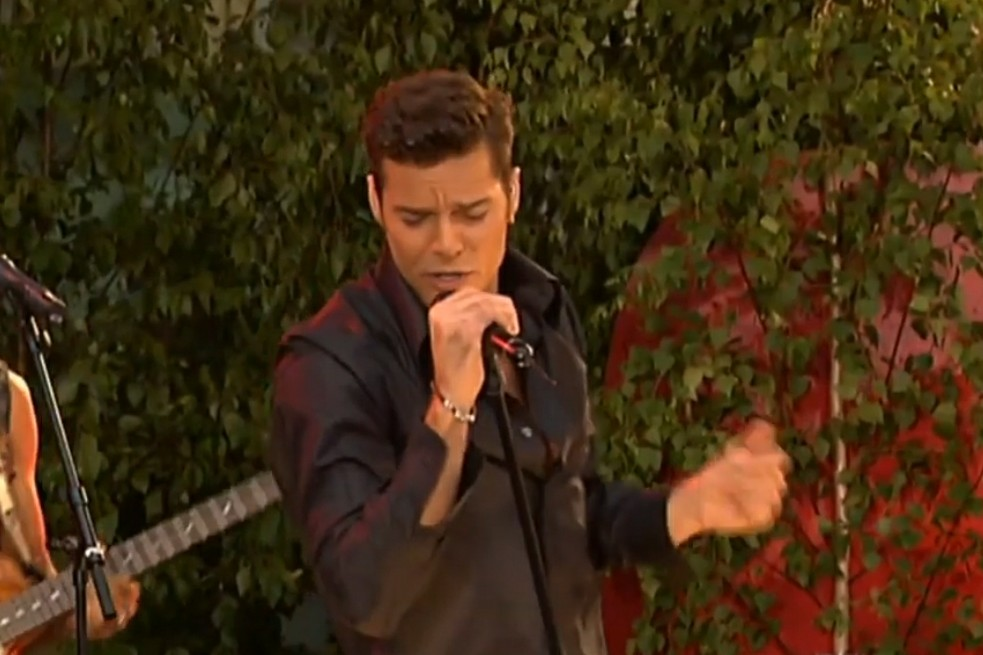
Martin performando "She Bangs" no Allsång på Skansen.

Como estratégia promocional, Martin embarcou em uma turnê na América do Norte. A turnê começou em 13 de novembro de 2000, no Irving Plaza em Nova York, e terminou em 26 de fevereiro de 2001, no Guvernment em Toronto, com cinco shows nos Estados Unidos, México e Canadá. Além de sua turnê, Martin apresentou singles de Sound Loaded em muitos programas de televisão e premiações. Ele cantou "She Bangs" no Billboard Music Awards de 2000, no MTV Europe Music Awards de 2000, no 43º Annual TV Week Logie Awards, no Today Show, no Saturday Night Live, Al Fin de Semana e Otro Rollo. O cantor cantou "Nobody Wants to Be Lonely" no 28º Annual American Music Awards em 8 de janeiro de 2001. Mais tarde naquele ano, ele e Aguilera fizeram apresentações ao vivo de sua colaboração no The Tonight Show com Jay Leno, no CD:UK da ITV e no 13º Annual World Music Awards. No mesmo ano, Martin também cantou "Cambia la Piel" no Premios de la Música e "Loaded" no Blockbuster Entertainment Awards. Para promover o material no Reino Unido, ele fez apresentações de "She Bangs", "Nobody Wants to Be Lonely" (com Aguilera) e "Loaded" no Top of the Pops da BBC em novembro de 2000, janeiro de 2001 e julho de 2001, respectivamente. Em julho de 2001, Martin cantou "She Bangs" e "Loaded" no Allsång på Skansen, tornando-se o primeiro "artista pop mundialmente famoso" a se apresentar no show, quebrando o recorde de seu show de maior público ao obter um audiência de 15.000 pessoas.

## Recepção crítica
| Críticas profissionais    | Críticas profissionais |
| Pontuações agregadas      | Pontuações agregadas   |
| Fonte                     | Avaliação              |
| ------------------------- | ---------------------- |
| Metacritic                | 64/100                 |
| Avaliações da crítica     |                        |
| Fonte                     | Avaliação              |
| AllMusic                  | [ 22 ]                 |
| The Baltimore Sun         | [ 77 ]                 |
| Billboard                 | [ 76 ]                 |
| Entertainment Weekly      | B−                     |
| Los Angeles Times         | [ 15 ]                 |
| The Philadelphia Inquirer | [ 78 ]                 |
| Rolling Stone             | [ 23 ]                 |
| The Sacramento Bee        | [ 79 ]                 |
| USA Today                 | [ 17 ]                 |
| Wall of Sound             | 7.2/10                 |

As resenhas da crítica especializada em música foram em maioria favoráveis. No Metacritic, que atribui uma classificação normalizada de 100 para resenhas de críticos convencionais, o álbum recebeu uma pontuação média de 64 com base em 6 resenhas. Gary Graff, do Wall of Sound, fez uma resenha favorável, dizendo que "é realmente carregado de som, de baladas de amor exuberantes a explosões polirrítmicas completas feitas explicitamente para sacudir bon-bon" e todas as 15 faixas "soam bastante polidas e vivas". Ele destacou "Cambia la Piel" como a "faixa mais interessante" do álbum, descrevendo-a como "uma joia ousada marcada por trompas balidos, linhas irregulares de guitarra elétrica e contra-ritmos staccato". Escrevendo para a revista Rolling Stones, Arion Berger chamou o álbum de "implacavelmente agradável e dançante", enquanto apontou "Loaded" como a melhor faixa. Um autor da revista Billboard notou "um punhado de material bem elaborado" no álbum no qual Martin tem "permissão para realmente exibir seu material vocal", destacando "The Touch" e "Come To Me" como "baladas adoráveis". O crítico achou que, ao contrário do álbum Ricky Martin, há "menos tentativa de se alinhar às tendências" e Martin confiou em "ouvintes para se inscrever em sons pop mais tradicionais", o que resultou em "uma gravação mais consistente". Ele também elogiou a "atenção especial de Martin às suas raízes latinas, incluindo um punhado de músicas sólidas em espanhol" que fizeram do álbum "um álbum que oferece um pouco de tudo para todos".
Charlotte Robinson, do site PopMatters, mencionou "Nobody Wants to Be Lonely" e "The Touch" como os "pontos fracos" de Sound Loaded e os rotulou de "baladas ruins", enquanto elogiava números de dança como "She Bangs" e "Loaded", bem como as faixas mid-tempo. Destacou "Amor" como uma das melhores canções mid-tempo da coletânea e descreveu "Cambia la Piel" como fabulosa, pontuando o fato de que esta última "prova mais uma vez que Martin é a única das estrelas do 'Latin "explosão" que realmente faz música com sonoridade latina regularmente". Da mesma forma, Jose F. Promis do site AllMusic o chamou de "um conjunto exuberantemente produzido", elogiando suas faixas dançantes com sabor latino, incluindo "Amor", "Jezabel", "Cambia La Piel" e "If You Ever Saw Her", descrevendo o último como cativante. Ele também afirmou que "She Bangs" é indiscutivelmente uma das melhores canções dos anos 2000. Mesmo assim, ele achou que as baladas "tendem a sobrecarregar o álbum", apresentando "Come to Me" e "The Touch" como faixas "imemoráveis".

### Prêmios
No 7º Blockbuster Entertainment Awards, Sound Loaded foi nomeado para Artista Masculino Favorito do Ano e Artista Favorito - Latino, mas perdeu para The Marshall Mathers LP de Eminem (2000) e Mi Reflejo de Christina Aguilera (2000), respectivamente. Posteriormente, ganhou o prêmio de Artista Masculino Favorito — Pop na cerimônia. O álbum também apareceu entre os dez lançamentos estrangeiros mais vendidos no Hong Kong Top Sales Music Awards de 2001.

## Desempenho comercial
Sound Loaded estreou em quarto lugar na Billboard 200 com vendas na primeira semana de 318.000 cópias, de acordo com dados compilados pela Nielsen SoundScan para a parada de 2 de dezembro de 2000, tornando-se o segundo álbum de Martin entre os cinco primeiros na lista. Ele também estreou em quarto lugar na parada de álbuns mais vendidos na Internet da Billboard na mesma semana. Embora o álbum tenha sido lançado em novembro, foi classificado entre os álbuns mais vendidos de 2000 nos Estados Unidos, vendendo mais de 1,1 milhão de cópias no país. Em dezembro de 2000, foi certificado como platina dupla pela Recording Industry Association of America (RIAA), denotando vendas de mais de dois milhões de cópias nos Estados Unidos. Até janeiro de 2011, vendeu mais de 1.679.000 cópias no país, de acordo com a Nielsen SoundScan, tornando-se o segundo álbum mais vendido de Martin nos Estados Unidos, atrás apenas de Ricky Martin (1999).
Sound Loaded estreou em terceiro lugar na Austrália, na edição das paradas de 19 de novembro de 2000. Posteriormente, foi certificado como platina dupla pela Australian Recording Industry Association (ARIA), denotando vendas de mais de 140.000 cópias no país. No Canadá, alcançou a posição número três na Billboard's Canadian Albums Chart e foi certificado com platina tripla pela Canadian Recording Industry Association (CRIA), denotando embarques de mais de 300.000 unidades na região. O álbum também alcançou o número três na Espanha, onde foi certificado como dupla platina pelos Productores de Música de España (Promusicae), denotando embarques de mais de 200.000 cópias. Além disso, alcançou o top 10 na Argentina, Itália, Japão, Nova Zelândia, Suécia, e Suíça. No Reino Unido, o álbum foi disco de platina pela British Phonographic Industry (BPI), denotando embarques de mais de 300.000 cópias no país. Até 2007, o álbum vendeu mais de 5,4 milhões de cópias em todo o mundo.

## Lista de faixas
| Sound Loaded – Standard edition |                                        |                                                                  |                                    |         |  |
| N.º                             | Título                                 | Compositor(es)                                                   | Produtor(es)                       | Duração |  |
| 1.                              | "She Bangs" (English Version)          | Desmond Child Robi Rosa Walter Afanasieff                        | Rosa Afanasieff                    | 4:40    |  |
| 2.                              | "Saint Tropez"                         | Child Rosa                                                       | Child                              | 4:48    |  |
| 3.                              | "Come to Me"                           | James Goodwin David Resnik Rosa                                  | George Noriega Emilio Estefan, Jr. | 4:33    |  |
| 4.                              | "Loaded"                               | Jon Secada Noriega Rosa                                          | Rosa Noriega Estefan               | 3:53    |  |
| 5.                              | "Nobody Wants to Be Lonely"            | Victoria Shaw Gary Burr Child                                    | Child                              | 5:05    |  |
| 6.                              | "Amor"                                 | Rosa Liza Quintana Randy Barlow                                  | Rosa Estefan Barlow                | 3:27    |  |
| 7.                              | "Jezabel"                              | Child Peter Amato                                                | Child                              | 3:48    |  |
| 8.                              | "The Touch"                            | Diane Warren Child                                               | Child                              | 4:27    |  |
| 9.                              | "One Night Man"                        | Kara DioGuardi Steve Morales David Siegel Secada Manny López     | Morales Estefan                    | 3:47    |  |
| 10.                             | "She Bangs" (Spanish Version)          | Glenn Monroig Julia Sierra Rosa Daniel Lopez Afanasieff Child    | Afanasieff Rosa                    | 4:37    |  |
| 11.                             | "Are You in It for Love"               | Child Paul Barry                                                 | Mark Taylor                        | 4:06    |  |
| 12.                             | "Ven a Mí (Come to Me)" (Spanish Edit) | D. Lopez Resnik Goodwin Rosa                                     | Noriega Estefan                    | 4:32    |  |
| 13.                             | "If You Ever Saw Her"                  | Barry Taylor                                                     | Taylor                             | 3:49    |  |
| 14.                             | "Dame Más (Loaded)" (Spanish Edit)     | Rosa Roberto Gaitan Alberto Gaitan Noriega Secada Roberto Blades | Estefan Rosa                       | 3:53    |  |
| 15.                             | "Cambia la Piel" (Spanish Edit)        | Pau Donés                                                        | KC Porter                          | 5:13    |  |
| Duração total:                  | Duração total:                         | Duração total:                                                   | Duração total:                     | 64:38   |  |

| Sound Loaded Faixas bônus da edição americana |                                             |         |  |
| N.º                                           | Título                                      | Duração |  |
| 16.                                           | "She Bangs" (Obadam's Spanglish Radio Edit) | 4:00    |  |

| Sound Loaded – Relançamento (disco 2) |                                                      |                 |              |         |  |
| N.º                                   | Título                                               | Compositor(es)  | Produtor(es) | Duração |  |
| 1.                                    | "Nobody Wants to Be Lonely" (com Christina Aguilera) | Child Burr Shaw | Afanasieff   | 4:12    |  |

| Sound Loaded – Edição Latino Americana |                                                               |                                                                  |                 |         |  |
| N.º                                    | Título                                                        | Compositor(es)                                                   | Produtor(es)    | Duração |  |
| 11.                                    | "Ven a Mí (Come to Me)" (Spanish Edit)                        | D. Lopez Resnik Goodwin Rosa                                     | Noriega Estefan | 4:32    |  |
| 12.                                    | "If You Ever Saw Her"                                         | Barry Taylor                                                     | Taylor          | 3:49    |  |
| 13.                                    | "Dame Más (Loaded)" (Spanish Edit)                            | Rosa Roberto Gaitan Alberto Gaitan Noriega Secada Roberto Blades | Estefan Rosa    | 3:53    |  |
| 14.                                    | "Cambia la Piel" (Spanish Edit)                               | Cirera                                                           | KC Porter       | 5:13    |  |
| 15.                                    | "Sólo Quiero Amarte (Nobody Wants to Be Lonely)" (Radio Edit) | Ricky Martin D. Lopez                                            | Child           | 3:58    |  |

## Tabelas
| Tabela musical (2000-2001)              | Melhor posição |
| --------------------------------------- | -------------- |
| Argentinian Albums (CAPIF)              | 10             |
| Austrália (ARIA)                        | 3              |
| Áustria (Ö3 Austria Top 40)             | 23             |
| Bélgica (Ultratop Flandres)             | 32             |
| Bélgica (Ultratop Valônia)              | 50             |
| Canadá (Billboard)                      | 3              |
| Dinamarca (Hitlisten)                   | 13             |
| Países Baixos (Dutch Charts)            | 38             |
| European Albums (Top 100)               | 12             |
| Finlândia (Suomen virallinen lista)     | 11             |
| França (SNEP)                           | 46             |
| Alemanha (Offizielle Deutsche Charts)   | 17             |
| Greek Foreign Albums (IFPI)             | 1              |
| Hungria (MAHASZ)                        | 21             |
| Irlanda (IRMA)                          | 38             |
| Itália (FIMI)                           | 10             |
| Japan (Dempa Publications)              | 10             |
| Japanese Albums (Oricon)                | 11             |
| Nova Zelândia (RMNZ)                    | 9              |
| Noruega (VG-lista)                      | 11             |
| Polónia (ZPAV)                          | 17             |
| Escócia (Official Scottish Albums)      | 13             |
| Spanish Albums (PROMUSICAE)             | 3              |
| Suécia (Sverigetopplistan)              | 3              |
| Suíça (Schweizer Hitparade)             | 4              |
| Reino Unido (Official Albums Chart)     | 14             |
| Estados Unidos (Billboard 200)          | 4              |
| US Top Internet Album Sales (Billboard) | 4              |

| Tabela musical (2000)                            | Posição |
| ------------------------------------------------ | ------- |
| Australian Albums (ARIA)                         | 26      |
| Canadian Albums (Nielsen SoundScan)              | 64      |
| Finnish Foreign Albums (Suomen virallinen lista) | 106     |
| South Korean International Albums (MIAK)         | 33      |
| Swiss Albums (Schweizer Hitparade)               | 71      |
| UK Albums (OCC)                                  | 83      |

| Tabela musical (2001)               | Posição |
| ----------------------------------- | ------- |
| Canadian Albums (Nielsen SoundScan) | 186     |
| Swedish Albums (Sverigetopplistan)  | 34      |
| Swiss Albums (Schweizer Hitparade)  | 100     |
| UK Albums (OCC)                     | 134     |
| US Billboard 200                    | 48      |

## Certifications and sales
| Região                                                                                             | Certificação | Vendas     |
| -------------------------------------------------------------------------------------------------- | ------------ | ---------- |
| Alemanha (BVMI)                                                                                    | Ouro         | 150,000^   |
| Austrália (ARIA)                                                                                   | 2× Platina   | 140,000^   |
| Argentina (CAPIF)                                                                                  | Ouro         | 30,000^    |
| Canadá (Music Canada)                                                                              | 3× Platina   | 300,000^   |
| Coreia do Sul (Gaon)                                                                               | —            | 64,931     |
| Dinamarca (IFPI Dinamarca)                                                                         | Ouro         | 25,000^    |
| Espanha (PROMUSICAE)                                                                               | 2× Platina   | 200,000^   |
| Estados Unidos (RIAA)                                                                              | 2× Platina   | 2,000,000^ |
| Finlândia (IFPI Finlândia)                                                                         | Ouro         | 24,464     |
| Japão (RIAJ)                                                                                       | Platina      | 200,000^   |
| México (AMPROFON)                                                                                  | Platina+Ouro | 225,000^   |
| Nova Zelândia (RMNZ)                                                                               | Platina      | 15,000^    |
| Noruega (IFPI Noruega)                                                                             | Ouro         | 25,000*    |
| Polônia (ZPAV)                                                                                     | Ouro         | 50,000*    |
| Reino Unido (BPI)                                                                                  | Platina      | 300,000    |
| Singapura                                                                                          | Ouro         | 30,000     |
| Suécia (GLF)                                                                                       | Platina      | 80,000^    |
| Suíça (IFPI Suíça)                                                                                 | Ouro         | 25,000^    |
| Resumos                                                                                            |              |            |
| Europa (IFPI)                                                                                      | Platina      | 1,000,000* |
| Mundo                                                                                              | —            | 5,400,000  |
| *números de vendas baseados somente na certificação ^distribuições baseadas apenas na certificação |              |            |